# Каппель Володимир Оскарович
Володи́мир О́скарович Ка́ппель (нар. 16 (28) квітня 1883, Санкт-Петербурзька губернія — пом. 26 січня 1920, роз'їзд Утай, недалеко від станції Тулун поблизу Нижньоудинська, Іркутська губернія) — російський воєначальник, підполковник Генерального штабу (1916 рік). Один з керівників Білого руху на сході Росії. Генерал-лейтенант Генерального штабу Російської імперії (1919 рік). Головнокомандувач армій Східного фронту Російської армії (9 грудня 1919 — 25 січня 1920).